# Stadsmuseum De Hofstadt

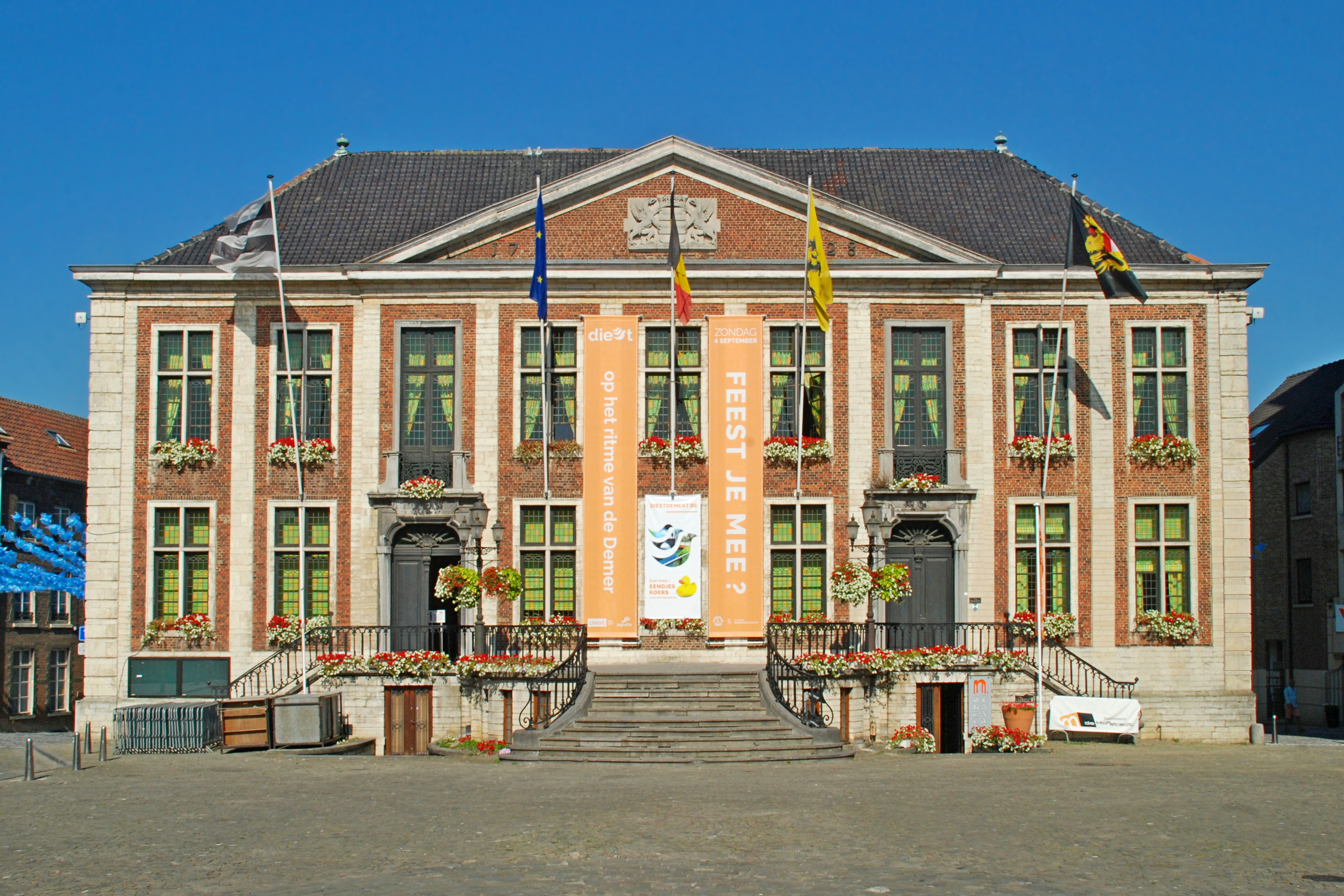
Stadhuis van Diest met rechts onderaan de ingang naar Stadsmuseum 'De Hofstadt'

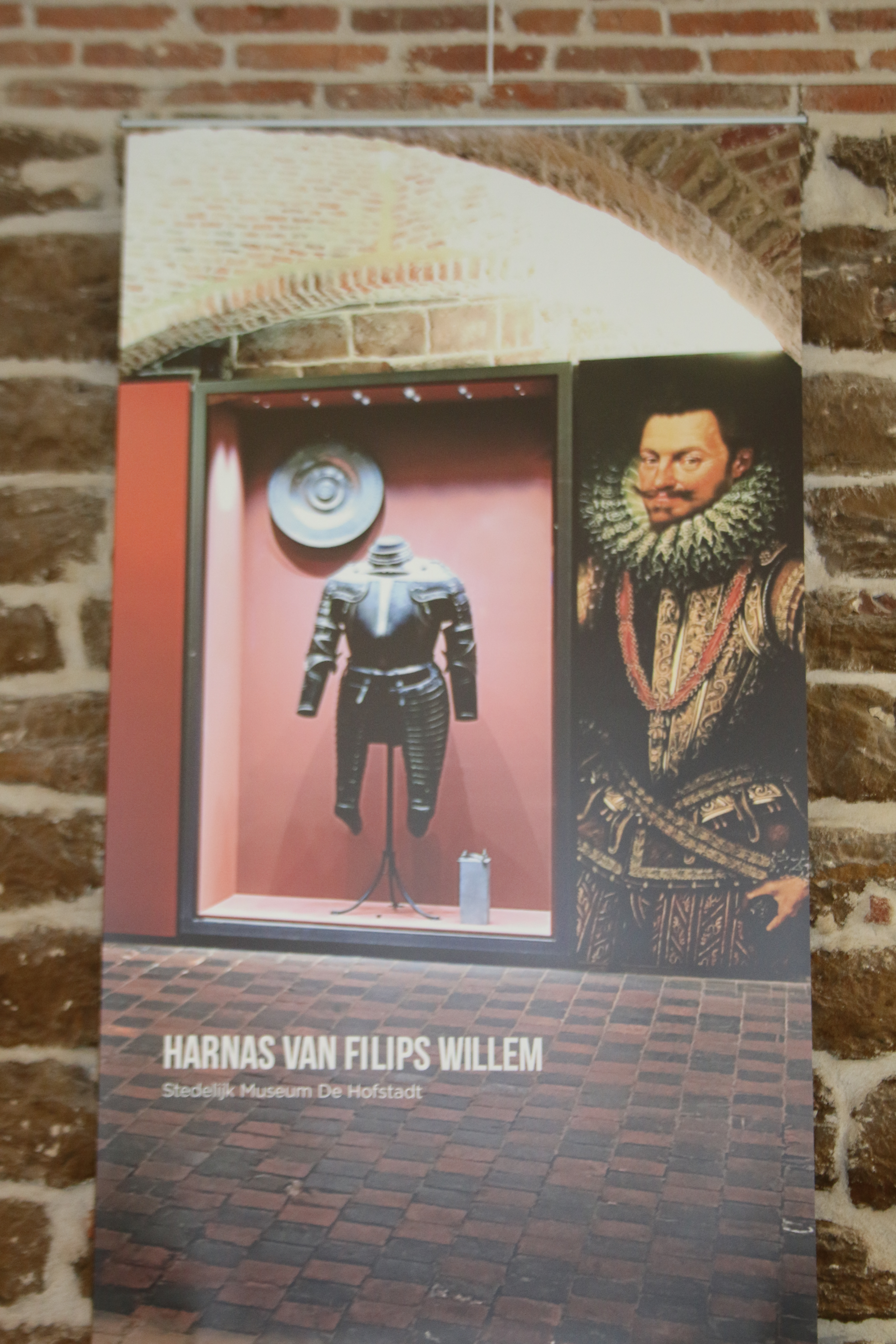

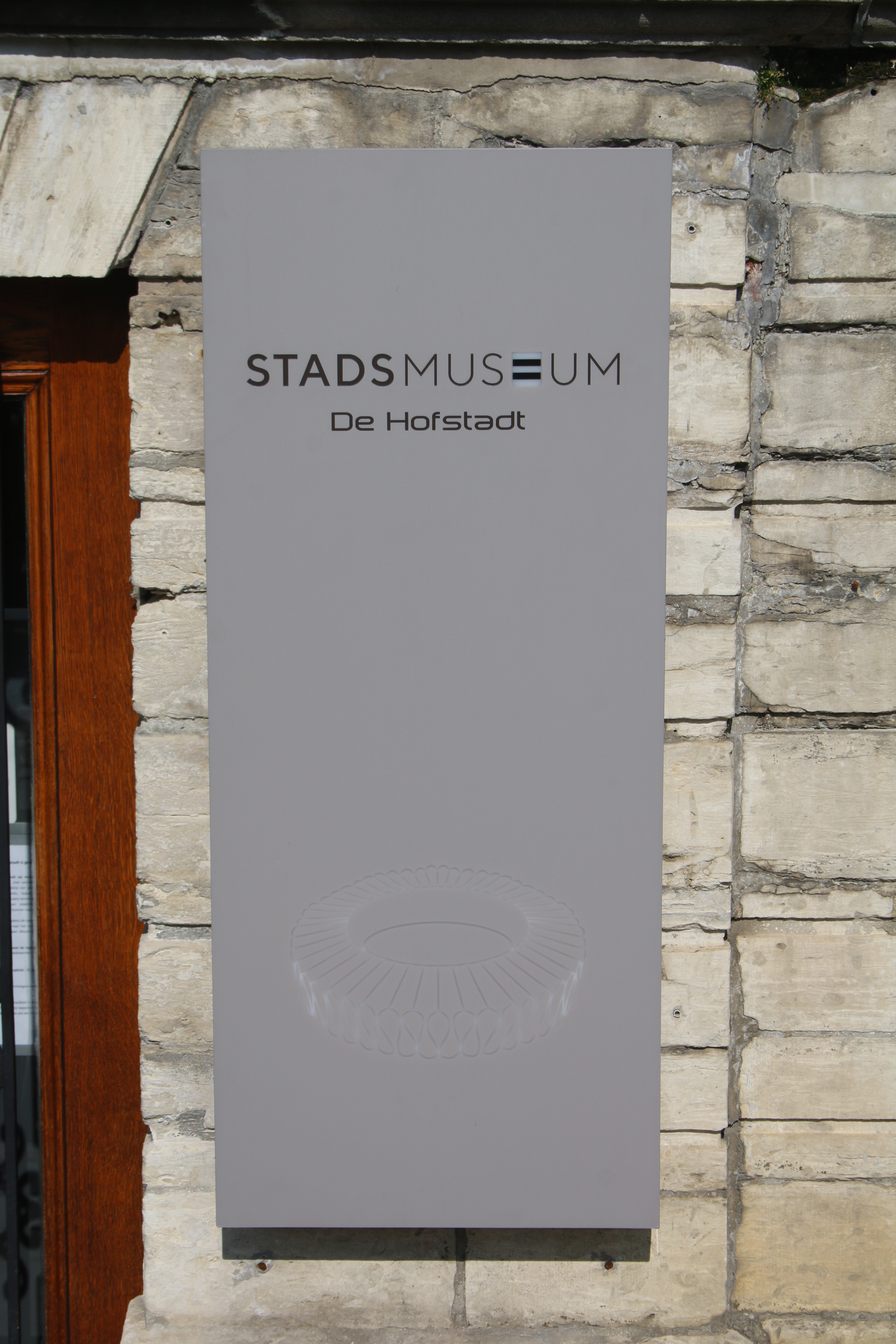

Het Stadsmuseum De Hofstadt is het stedelijk museum van de Belgische stad Diest. Het museum bevindt zich in de kelders van het Diestse stadhuis op de Grote Markt. Die middeleeuwse zalen zijn de enige overblijfselen van drie gebouwen die op de plaats van het huidige stadhuis stonden: De Hofstadt, dat het paleis van de heren van Diest was, het middeleeuwse stadhuis en De Oord, een hoekhuis.
De collectie van Stadsmuseum De Hofstadt omvat onder andere meubelen, portret en harnas van Filips Willem van Oranje, werken van lokale ambachtslui (zilverwerk van de Diestse gilden), werken van Theodoor van Loon en Hendrick ter Brugghen (De Annunciatie, 1629), een vijftiende-eeuwse kroonluchter en twee besloten hofjes uit de zeventiende eeuw.